# Mario Vinci
Mario Vinci (Acquapendente, 22 luglio 1934 – Acquapendente, 20 novembre 2018) è stato uno scultore italiano.
È noto soprattutto per le sue opere di arte sacra. In occasione della visita di Benedetto XVI a Viterbo (2009), i sindaci del viterbese hanno donato al Papa una scultura di Vinci dove sono raffigurati i Santi della Tuscia sullo sfondo della Santissima Trinità e della chiesa di San Pietro (Tuscania).
Tra i lavori più importanti creati dall'artista citiamo il monumento in memoria ai caduti della Divisione “Acqui” (1988) posto a Roma in Viale Oceania all'EUR.

## Formazione
Mario Vinci si è avvicinato alla scultura fin dai banchi di scuola. Inizia da ragazzo a frequentare i laboratori dei ceramisti aquesiani. A 19 anni va a Roma nello studio dello scultore bulgaro Assen Peikov con cui coopera alla creazione del "Leonardo Da Vinci" eretto presso l'aeroporto di Fiumicino (1960). Nel 1961 parte per gli USA dove a Boston collabora con lo studio Georg Tirone che produce arredi pubblicitari.  Nello stesso periodo collabora anche con lo scultore italo-americano Ted Barbarossa. Nel 1968 torna in Italia ed apre ad Acquapendente una bottega, collaborando per un breve periodo con uno studio sudafricano quale designer di arredi architettonici.
Nel 1978 ha tenuto la sua prima personale nel chiostro longobardo della Chiesa di Santa Maria Nuova (Viterbo), alla quale sono poi seguite altre esposizioni in Italia.